# پرنسس اولگا آندریونا رومانوف
پرنسس اولگا آندریونا رومانوف  (روسی: О́льга Андре́евна Рома́нова، ت. «Ólga Andréevna Románova» (متولد ۸ آوریل ۱۹۵۰) یک اشراف‌زاده بریتانیایی و عضو خاندان رومانوف است. او نوه نیکلاس دوم روسیه و الکساندرا فئودوروونا، آخرین امپراتور و ملکه روسیه است. پرنسس اولگا به عنوان رئیس انجمن خانواده رومانوف، سازمانی برای نوادگان خاندان امپراتوری سابق روسیه، خدمت می‌کند. او مالک خانه پرووندر، خانه‌ای روستایی در کنت است که از خانواده مادرش به ارث برده است.

## اوایل زندگی و خانواده
پرنسس اولگا کوچک‌ترین فرزند شاهزاده آندری الکساندروویچ روسیه و تنها فرزند حاصل از ازدواج دوم او در سال ۱۹۴۲ با نادین سیلویا آدا مک‌دوگال، دختر سرهنگ دوم هربرت مک‌دوگال از کاوستون مانور، عضو خاندان مک‌دوگال است. پدر او پسر دوک بزرگ الکساندر میخائیلوویچ روسیه، که متعلق به شاخه‌ای از رومانوف‌ها بود، و همسرش دوشس بزرگ زنیا الکساندرونا، خواهر تزار نیکلاس دوم، بود. اولگا آندریونا از نسخه انگلیسی نام خانوادگی خود استفاده می‌کند و «رومانوف» را به «رومانووا»، شکل زنانه نام خود در روسی، ترجیح می‌دهد. او با عنوان «پرنسس اولگا آندریونا رومانوف» شناخته می‌شود.
او که در خانه روستایی مادرش در پرووندر، فاورشام، کنت، انگلستان توسط معلمان خصوصی تحصیل کرده بود، در کودکی توسط پدر تبعیدی‌اش از میراث غم‌انگیز امپراتوری خانواده‌اش در روسیه پیش از انقلاب برای او گفته شد. او در سال ۱۹۶۸ در یک مهمانی رقص با تم ریجنسی که توسط والدینش برگزار شده بود، به عنوان یک تازه‌وارد به جامعه معرفی شد.

## زندگی بزرگسالان
او در سال ۱۹۸۰ به انجمن خانواده رومانوف (RFA) پیوست و به همراه دیگر اعضا، در مراسم تدفین طولانی مدت آخرین امپراتور و ملکه روسیه در سن پترزبورگ در سال ۱۹۹۸ شرکت کرد. در ۳ دسامبر ۲۰۱۷، تقریباً یک سال پس از مرگ شاهزاده دیمیتری رومانوویچ رومانوف در آخرین روز سال ۲۰۱۶، او به عنوان رئیس RFA انتخاب شد. در این فاصله، برادر ناتنی بزرگترش، شاهزاده اندرو آندریویچ رومانوف (متولد ۱۹۲۳)، از نوادگان ارشد رومانوف، به عنوان رئیس افتخاری RFA انتخاب شد. اولگا قصد داشت در سال ۲۰۱۸ برای مراسم یادبود صدمین سالگرد بازگردد، که در آن، پاول کولیکوفسکی، نتیجه دوشس بزرگ اولگا الکساندرونا، و گروهی از دیگر نوادگان رومانوف، نماینده RFA بودند.
او در خانه پرووندر در دهکده پرووندر، نزدیک فاورشام در کنت زندگی می‌کند، جایی که خانه قرن سیزدهمی را مرمت کرده و آن را به روی گردشگران باز کرده است. او عمارت قدیمی و ۳۰-جریب-فرنگی (۱۲-هکتار) به ارث برده است. او در سال، پس از خرید ملک پدرش، با فروش آنچه از گنجینه آثار باستانی پیش از انقلاب پدرش باقی مانده بود، پول لازم برای نوسازی آن را فراهم کرد. بیشتر این آثار مدت‌ها پیش به خانواده سلطنتی بریتانیا فروخته شده بودند.
در سال ۲۰۰۵، او در برنامه تلویزیونی «شاهزاده خانم استرالیایی» (یک نمایش واقع‌نما) حضور داشت و به رقبا مشاوره می‌داد. او در مصاحبه‌ای با برنامه تلویزیونی «کاخ سلطنتی ویندزور» از کانال ۴، این دیدگاه رایج را اصلاح کرد که رها کردن مرگبار تزار نیکلاس دوم، همسر و فرزندانش توسط بریتانیایی‌ها به بلشویک‌ها در طول انقلاب روسیه، نه به دلیل سنگدلی دولت وقت بریتانیا، بلکه به دلیل اکراه پسرعمویش جورج پنجم بوده است، همان‌طور که کنت رز در زندگینامه خود از پادشاه فاش کرده است.
در سال ۲۰۱۷ او خاطرات خود را با عنوان «شاهزاده خانم اولگا، یک رومانوف وحشی و پابرهنه» منتشر کرد.
او در کنار پرنسس کاتارینا از یوگسلاوی به عنوان حامی سلطنتی مجلس رقص ملکه شارلوت خدمت می‌کند.

## ازدواج و فرزندان
او که زمانی مادرش او را به عنوان عروس احتمالی پسرعموی سومش، شاه چارلز سوم، پیشنهاد کرده بود، با توماس متیو (متولد ۸ ژوئیه ۱۹۴۵، پسر فرانسیس متیو، مدیر سابق روزنامه تایمز) ازدواج کرد. این ازدواج در کلیسای جامع ارتدکس عروج و در ۱ اکتبر ۱۹۷۵ در کلیسای برومپتون اوراتوری برگزار شد. او که از اشراف ایرلندی بود، خانه‌هایی نیز در انگلستان در ساوت کنزینگتون و در مجاورت پارک هاچلندز در ساری داشت. آنها در سال ۱۹۸۹ به دلیل داشتن مشکلات زیر از هم جدا شدند:
- نیکلاس متیو (متولد ۶ دسامبر ۱۹۷۶)؛
- فرانسیس-الکساندر متیو (متولد ۲۰ سپتامبر ۱۹۷۸)؛ عکاس آزاد.[۱۱] شرکت‌کننده در مسابقه نسخه اوکراینی سریال «مجرد» در سال 2012.[۱۲] در فصل دوم سریال «شاهزادگان مخفی» در نقش «شاهزاده الکساندر» بازی کرد.[۱۳]
- الکساندرا متیو (متولد ۲۰ سپتامبر ۱۹۸۱)؛
- توماس متیو (متولد ۲۷ نوامبر ۱۹۸۷–۲۰ آوریل ۱۹۸۹).

1. ↑  Princess Olga's birth name, in English, used spelling conventions of the time—Romanoff instead of Romanova.